# Ulrich Chomche
Ulrich Kamka Chomche (Bafang, 30 de dezembro de 2005) é um jogador camaronês de basquete profissional que atualmente joga no Toronto Raptors da National Basketball Association (NBA) e no Raptors 905 da G-League.
Formado na NBA Academy Africa, Chomche é o primeiro ex-jogador da Basketball Africa League (BAL) a ser selecionado no draft da NBA. Ele foi rotulado pela ESPN como o melhor prospecto camaronês de sua geração e o melhor desde Joel Embiid.

## Primeiros anos
Chomche nasceu em Bafang, na Província Oeste de Camarões, e começou a praticar basquete aos 11 anos devido à pressão dos colegas, já que era o garoto mais alto de sua vizinhança. Um ano depois, ele se juntou à NBA Academy Africa em Saly, Senegal, e começou a estudar inglês. Chomche participou do Basketball Without Borders em Cairo em 2022, onde foi nomeado o MVP defensivo.

## Carreira profissional

### FAP (2022)
Em 2022, Chomche fez sua estreia na Basketball Africa League (BAL) aos 16 anos, jogando pelo clube camaronês FAP, no programa BAL Elevate, que alocava jogadores da NBA Academy Africa em times profissionais. Ele teve médias de 2,1 pontos e 3,7 rebotes em 11,3 minutos e fez parte da campanha do FAP até o quarto lugar. Em 16 de abril de 2022, ele pegou seu recorde de sete rebotes em uma partida contra o Petro de Luanda.

### REG (2023)
No ano seguinte, em 2023, Chomche foi draftado pelo time de Ruanda, REG, para disputar sua segunda temporada consecutiva na BAL. Durante o torneio, ele recebeu elogios do ex-jogador da NBA, Joakim Noah.
Em março de 2024, Chomche foi draftado pelo clube ruandês APR para a temporada de 2024 da BAL, mas foi deixado de fora da lista final para se preparar para o draft da NBA de 2024.

### Toronto Raptors / Raptors 905 (2024–Presente)
Em 15 de abril de 2024, Chomche se declarou para o draft da NBA de 2024, sendo o jogador mais jovem da classe.
Em 27 de junho de 2024, ele foi selecionado pelo Memphis Grizzlies como a 57ª escolha geral, mas foi imediatamente trocado para o Toronto Raptors. Chomche se tornou o primeiro prospecto da NBA Academy Africa a ser draftado, além de ser o primeiro jogador a ser selecionado diretamente de uma NBA Academy. Ele também foi o primeiro ex-jogador da Basketball Africa League (BAL) a ser escolhido. Em 10 de julho de 2024, ele assinou um contrato de duas vias com os Raptors e com seu afiliada da G-League, Raptors 905.

## Carreira na seleção
Em fevereiro de 2023, Chomche foi convocado pela primeira vez para a seleção sênior de Camarões para as eliminatórias da Copa do Mundo de 2023. Ele fez sua estreia em 24 de fevereiro de 2023, em Alexandria, jogando oito minutos na vitória de 85–56 sobre a República Democrática do Congo.

## Perfil do jogador
Com 2,11 m de altura e envergadura de 2,24 m, Chomche se destaca na defesa, sendo elogiado por suas habilidades defensivas e de bloqueio de arremessos. Seu jogo ofensivo, no entanto, foi descrito como necessitando de bastante desenvolvimento antes do draft da NBA de 2024.

## Estatísticas da carreira

### BAL
| Ano      | Equipe   | PJ | PT | MPJ  | AP   | 3P   | LL   | RT  | AS  | BR  | TO  | PPJ  |
| -------- | -------- | -- | -- | ---- | ---- | ---- | ---- | --- | --- | --- | --- | ---- |
| 2022     | FAP      | 7  | 1  | 11.3 | .304 | .200 | –    | 3.7 | .1  | .3  | 1.6 | 2.1  |
| 2023     | REG      | 6  | 0  | 19.0 | .345 | .125 | .545 | 4.8 | .7  | 1.0 | 1.0 | 4.5  |
| 2022-23  | NAA QF   | 3  | 3  | 22.3 | .188 | .111 | .300 | 6.7 | 1.3 | 2.0 | 2.7 | 3.3  |
| 2023-24  | NAA QF   | 3  | 3  | 30.1 | .424 | .381 | .750 | 9.0 | 3.3 | 1.3 | 2.7 | 13.0 |
| Carreira | Carreira | 19 | 7  | 20.6 | .315 | .204 | .531 | 6.0 | 1.3 | 1.1 | 2.0 | 5.7  |